# Heterospilus indigenus
Heterospilus indigenus är en stekelart som beskrevs av Sergey A. Belokobylskij 1983. Heterospilus indigenus ingår i släktet Heterospilus och familjen bracksteklar. Inga underarter finns listade i Catalogue of Life.